# Speleonectes lucayensis
Speleonectes lucayensis is een kleine kreeftachtige uit de klasse Remipedia. Het zijn blinde, wormachtige bewoners van diepe grotten die in verbinding staan met de zee. De wetenschappelijke naam van de soort werd in 1981 gepubliceerd door Jill Yager. Het was de eerste niet fossiele soort van de klasse Remipedia.

## Voorkomen
Speleonectes lucayensis komt voor in diepe kustgrotten bij de Bahama's.